# FIFA e월드컵

FIFA e월드컵(FIFA eWorld Cup)은 FIFA에서 주관하는 e스포츠 대회이다. 2004년에 스위스에서 첫 대회가 열렸으며, 2017년까지 FIFA 인터랙티브 월드컵(FIFA Interactive World Cup, FIWC)으로 불리다 2018년부터 현재 대회명으로 바뀌었다.

## 대회 방식
이 대회는 EA 스포츠의 FIFA 시리즈로 진행하며, 기종은 플레이스테이션 시리즈와 엑스박스 원으로 참가가 가능하다.
예선은 FUT 챔피언스컵과 FIFA가 직접 주관하는 e네이션스컵, e클럽 월드컵이 있다.

## 역대 대회 결과
| 연도   | 개최국                | 결승전                      | 결승전                      | 결승전                      |
| 연도   | 개최국                | 우승                        | 득점                        | 준우승                      |
| ------ | --------------------- | --------------------------- | --------------------------- | --------------------------- |
| 2004   | 스위스 취리히         | 티아고 카리코 데 아제베도   | 2–1                         | 마티자 빌제스코빅           |
| 2005   | 잉글랜드 런던         | 크리스 뷜라드               | 5–2                         | 가보르 모코스               |
| 2006   | 네덜란드 암스테르담   | 안드레아스 스미트           | 6–4                         | 울프갱 메이어               |
| 2008   | 독일 베를린           | 알폰소 라모스               | 3–1                         | 미카엘 리베로               |
| 2009   | 스페인 바르셀로나     | 브루스 그랑셰               | 3–1                         | 루벤 곤잘레스 제케로        |
| 2010   | 스페인 바르셀로나     | 네드 스토즈코빅             | 2–1                         | 아얀 앨턴댁                 |
| 2011   | 미국 로스엔젤레스     | 프란시스코 크루즈           | 4–1                         | 제비어 무노즈               |
| 2012   | 아랍에미리트 두바이   | 알폰소 라모스               | 0–0 연장전 (4–3) 승부차기   | 브루스 그랑셰               |
| 2013   | 스페인 마드리드       | 브루스 그랑셰               | 1–0                         | 안드레이 토레스 비베로      |
| 2014   | 브라질 리우데자네이루 | 오귀스트 로센메이어         | 3–1                         | 데이비드 바이더웨이         |
| 2015   | 독일 뮌헨             | 아브두라지즈 알셰리         | 3–0                         | 줄리엔 다스손빌리           |
| 2016#1 | 미국 뉴욕             | 모하마드 알-바카            | 2–2 3–3                     | 씬 알렌                     |
| 2017   | 잉글랜드 런던         | 스펜서 얼링                 | 3–3 4–0                     | 카이 울린                   |
| 2018   | 잉글랜드 런던         | 모싸드 알도사리             | 2–0                         | 스테파노 피냐               |
| 2019   | 잉글랜드 런던         | 모함메드 하르쿠스           | 1–1 2–1                     | 모싸드 알도사리             |
| 2020   | 이탈리아 밀라노       | 코로나19 범유행로 인해 취소 | 코로나19 범유행로 인해 취소 | 코로나19 범유행로 인해 취소 |
| 2021   | 잉글랜드 런던         | 코로나19 범유행로 인해 취소 | 코로나19 범유행로 인해 취소 | 코로나19 범유행로 인해 취소 |

1. 2016년 대회부터 결선 토너먼트에 기존의 홈 앤 어웨이 방식과 더불어 원정 다득점이 적용된다.

## 같이 보기

### 여자 대회
- FIFA 여자 월드컵
- FIFA U-20 여자 월드컵
- FIFA U-17 여자 월드컵
- 여자 올림픽 축구

### 남자 대회
- FIFA 월드컵
- FIFA U-20 월드컵
- FIFA U-17 월드컵
- FIFA 컨페더레이션스컵
- FIFA 클럽 월드컵
- FIFA 풋살 월드컵
- FIFA 비치사커 월드컵
- 블루 스타/FIFA 유스컵
- 남자 올림픽 축구

### e스포츠 대회
- FIFA e콘티넨탈컵